# (449) Hamburga
(449) Hamburga est un astéroïde de la ceinture principale découvert par M. Wolf et A. Schwassmann le 31 octobre 1899.